# Clot del Baster
El Clot del Baster és un indret del terme municipal de Conca de Dalt, a l'antic terme d'Hortoneda de la Conca, al Pallars Jussà, en territori que havia estat de l'antic poble de Senyús.
Està situat al nord dels Masos de la Coma, a la dreta del barranc de la Coma d'Orient i al sud del Pletiu del Duc.